# Гои (княжество)
Княжество Гои (яп. 五井藩 Гои-хан) — феодальное княжество (хан) в Японии периода Эдо (1781—1842). Гои-хан располагался в провинции Кадзуса (современный город Итихара, префектура Тиба) на острове Хонсю.
Административный центр хана: Гои jin’ya в провинции Кадзуса (современная железнодорожная станция Гои на линии Утибо компании East Japan Railway Company. На протяжении всей истории Гои-хан управлялся кланом Арима.

## История
Гои-хан был создан 28 ноября 1781 года, когда Арима Удзиёси (1761—1783), 5-й даймё Сайдзё-хана из провинции Исэ (1773—1781), перенес свою резиденцию (jin’ya) из Исэ в провинцию Кадзуса. Через два года он скончался в возрасте 23 лет. Его преемники также не отличались долголетием. Его приёмный сын, Арима Удзиясу (1762—1790), 2-й даймё Гои-хана (1783—1790), умер в возрасте 29 лет. Его приёмный сын, Арима Хисаясу (1779—1814), 3-й даймё Гои-хана (1790—1814), прожил 35 лет. Его сын, Арима Удзисада (1812—1833), 4-й даймё Гои-хана (1814—1833), скончался в возрасте 24 лет.
17 апреля 1842 года Арима Удзисигэ (1831—1862), 5-й даймё Гои-хана (1833—1842), перенес свою резиденцию из провинции Кадзуса в провинцию Симоцукэ, где основал Фукиагэ-хан (1842—1871).

## Список даймё
- Род Арима (фудай) 1781—1842

| # | Имя и годы жизни                          | Правление | Титул                  | Ранг                    | Кокудара     |
| - | ----------------------------------------- | --------- | ---------------------- | ----------------------- | ------------ |
| 1 | Арима Удзиёси (1761-1783) (яп. 有馬氏恕)  | 1781-1783 | Хёго-но-ками (兵庫頭)  | Пятый нижний (従五位下) | 10, 000 коку |
| 2 | Арима Удзиясу (1762-1790) (яп. 有馬氏保)  | 1783-1790 | Бинго-но-ками (備後守) | Пятый нижний (従五位下) | 10,000 коку  |
| 3 | Арима Хисаясу (1779-1814) (яп. 有馬久保)  | 1790-1814 | Бинго-но-ками (備後守) | Пятый нижний (従五位下) | 10,000 коку  |
| 4 | Арима Удзисада (1812-1833) (яп. 有馬氏貞) | 1814-1833 | Хёго-но-ками (兵庫頭)  | Пятый нижний (従五位下) | 10,000 коку  |
| 5 | Арима Удзисигэ (1831-1862) (яп. 有馬氏郁) | 1833-1842 | Бинго-но-ками (備後守) | Пятый нижний (従五位下) | 10,000 коку  |